# 濮起熊
濮起熊，贵州清鎮人，清朝政治人物，同進士出身。
康熙四十八年（1709年）己丑科進士，三甲一百十七名，官翰林院庶吉士。